# フランツ・ヨーゼフ・シュトラウス
フランツ・ヨーゼフ・シュトラウス（Franz Josef Strauß, または Strauss, 1915年9月6日 - 1988年10月3日）は、ドイツの政治家。キリスト教社会同盟 (CSU) 党首、バイエルン州首相を長く務め、西ドイツ保守政治家の雄として君臨した。「ヨーロッパのストロング・マン」(Strong Man of Europe) とあだ名された。
同じく CSU の政治家で欧州議会議員のモニカ・ホールマイアーは実娘である。

## 生い立ち
1915年9月6日、ミュンヘンの肉屋の二男として生まれる。出生時の名前はフランツ・シュトラウス。教師の薦めもあり小学4年生を終えギムナジウムに進む。ギムナジウムでは優秀でクラスで一番の成績を修めた。大学入学資格試験も体育を除き全部優の成績であった。1935年にミュンヘン大学に入学し、ギリシャ語、ラテン語、歴史学、ドイツ文学、経済学などを学ぶ。大学在学中には国家社会主義ドイツ学生同盟（NSDStB) に義務として入団を余儀なくされた。1939年に第二次世界大戦が勃発すると、入営しトリーアに出征する。最初西部戦線で砲兵陣地の守備に当たり、その後、5年間で東部戦線、デンマーク、ルール地方を転戦する。また、戦争中、休暇で教員資格試験を受験し合格している。1942年に東部戦線でひどい凍傷に罹り前線を離れる。その後、バイエルン州ショーンガウ近郊のアルテンシュタットで高射砲部隊に政治将校（少尉）として配属された。終戦時の最終階級は国防軍中尉 (Oberleutnant)。終戦直後にフランツ・ヨーゼフ・シュトラウスに改名する。1957年にマリアンネ・ツヴィックナーグル（1930年 - 1984年）と結婚し、二人の間にはマックス・ヨーゼフ、フランツ・ゲオルク、および後年バイエルン州議会議員や同州閣僚を務めたモニカが生まれた。

## 政界入り
戦後、アメリカ軍占領下のミュンヘンで政治活動を開始する。ショーンガウ郡の副郡長（stellvertretender Landrat）となり、バイエルン州における保守政党の設立に奔走し、キリスト教社会同盟を結成する。1949年ドイツ連邦共和国（西ドイツ）が発足し、第1回連邦議会選挙に立候補し当選する。以後、当選回数11回。当選後は、CSU の幹事長となり、姉妹政党であるキリスト教民主同盟 (CDU)、CSU の共同議員団で団長代理に就任した。1952年2月に76歳のコンラート・アデナウアー首相が連邦議会で答弁中に倒れた際、シュトラウスは演壇に突進し、アデナウアーを抱きかかえ横っ面を3、4回強く引っぱたいた。これでアデナウアーは意識を取り戻し、守衛によって担架に乗せられ病院に向かい、大事に至ることはなかった。この際のシュトラウスの毅然とした態度と行動力にアデナウアーをはじめとする全議員が強烈な印象を抱いた。1953年の第2次アデナウアー内閣で無任所大臣として入閣する。1955年に原子力担当相。1956年に国防相に就任し、新設されたドイツ連邦軍の増強に当たる。1961年には CSU 議長に選出される。

## シュピーゲル事件
順風満帆な政治生活を送っていたシュトラウスに蹉跌となったのは、シュピーゲル事件とよばれるスキャンダルであった。ドイツの週刊誌『デア・シュピーゲル』がドイツ連邦軍の秋季陸軍演習を批判したことに対して、シュトラウスは立腹し記事を執筆したコンラート・アーラース記者とルドルフ・アウクシュタイン社長を拘束させた。この暴挙に対してすぐに世論の轟々たる非難が巻き起こった。シュトラウスは、連邦議会で虚偽報告を非難された後、「ナチス党大会に出演する勇気があったユダヤ人のように扱われた」と不平を口にしたが、1962年10月には国防相辞任を余儀なくされた。このときアデナウアー内閣の連立与党であった自由民主党 (FDP) に所属する5人の閣僚がシュトラウスに抗議して辞任している。

## ヘルムート・コールとの関係

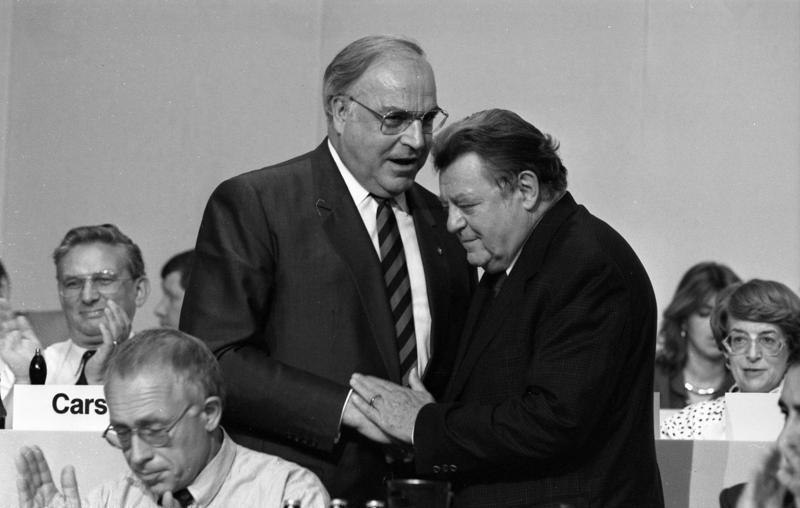
党大会でのシュトラウス（右）とコール（1988年6月）

国防相辞任後、2年間インスブルック大学で財政学を学ぶ。1966年、クルト・ゲオルク・キージンガーが、CDU とドイツ社会民主党 (SPD) の大連立政権の樹立に成功すると、シュトラウスは財務大臣として入閣した。シュトラウスは、SPD のカール・シラー経済相とともに景気対策に辣腕を振るった。シュトラウスとシラーは風刺漫画のモデルにもなり、19世紀ドイツの風刺漫画家ヴィルヘルム・ブッシュの作品 Plisch und Plum をもじった作品は有名になった。
キージンガー内閣は SPD の離反によって3年で終わり、1969年にヴィリー・ブラントを首班とする SPD・FDP の連立政権が成立すると、シュトラウスはこの連立政権およびブラントの東方外交に対する最も声望のある批判者の一人となった。1975年、中華人民共和国を訪問し毛沢東と会談するが、これは一大センセーションを巻き起こした。1976年にヘルムート・コールが CDU 党首として CDU・CSU の首相候補となり連邦議会で敗北すると、シュトラウスは CDU との連携を一時的に解消する。その後、コールとの協議で両党の協力関係を復活させ、1980年総選挙では強力な自薦でコールの承認を取り付けた上で CDU・CSU の統一首相候補として立候補するが、SPD のヘルムート・シュミット首相に敗れた。
シュトラウスはコールに対しては、そのリーダーシップを批判し続けた。個人的に悪感情を抱いていたわけではなかったが、シュトラウスの言動はコールにとっては耳の痛いものでもあった。

## ヨーロッパ合衆国
シュトラウスは、その著書『グランド・デザイン』で将来の欧州統合について述べている。

## 死去
1988年10月1日、レーゲンスブルク東部にあるトゥルン・ウント・タクシス公爵家の狩場に誘われ、自家用飛行機で出かけたその機中で心臓発作を起こした。シュトラウスはこの数日前にユーゴスラビアに自家用機で出かけていたが、この帰途心臓を悪くしたと見られていた。10月3日レーゲンスブルクの病院で意識を回復することなく死去した。